# The Beginning (Mercyful Fate)
The Beginning è la prima raccolta dei Mercyful Fate, band capitanata da King Diamond, pubblicata nel 1987.
Essa è composta dell'EP d'esordio Nuns Have No Fun con l'aggiunta di altre cinque tracce, di cui quattro già presenti su Melissa del 1984 ma in versioni differenti, e il brano Black Masses, proveniente dalla sessione di registrazione dello stesso album.

## Tracce
1. "Doomed by the Living Dead" – 5:07
2. "A Corpse Without Soul" – 6:52
3. "Nuns Have No Fun" – 4:17
4. "Devil Eyes" – 5:48
5. "Curse of the Pharaohs" – 3:50 |¹
6. "Evil" – 4:01 |¹
7. "Satan's Fall" – 10:28 |¹
8. "Black Masses" – 4:30 |²
9. "Black Funeral" – 2:52 |³

|¹ Tratta dalla sessione radio di "The Friday Rock Show" del 19 Marzo 1983

|² Tratta dal singolo Black Masses (B side)

|³ Tratta dalla compilation Metallic Storm (solo su CD rimasterizzato)

## Formazione
- King Diamond - voce
- Hank Shermann - chitarra (tracce 1-8)
- Michael Denner - chitarra
- Timi Grabber Hansen - basso
- Kim Ruzz - batteria
- Benny Petersen - chitarra (traccia 9)